# Энглунд, Нильс-Юэль
Нильс-Юэль Энглунд (швед. Nils-Joel Englund; 7 апреля 1907 года, Буден — 22 июня 1995 года, Тиерп) — шведский лыжник, призёр Олимпийских игр, трёхкратный чемпион мира.

## Карьера
На Олимпийских играх 1936 года в Гармиш-Партенкирхене завоевал бронзовую медаль в гонке на 50 км, проиграв 50 секунд своему партнёру по команде Акселю Викстрёму,ставшему вторым, и выиграв 1,5 минуты у другого своего соотечественника Яльмара Бергстрёма, занявшего четвёртое место. В остальных гонках олимпийского турнира участия не принимал.
За время своей карьеры завоевал на чемпионатах мира 3 золотые, 1 серебряную и 2 бронзовые медали. Наиболее успешно выступил на чемпионате мира-1933 в Инсбруке, на котором завоевал две золотые медали.